# Matakong
Matakong ist eine Insel im Atlantischen Ozean vor der Küste Guineas, zwischen der Hauptstadt Guineas Conakry und der Grenze zu Sierra Leone. Sie ist Teil der Präfektur Forécariah.

## Transport
In Matakong soll die vorgeschlagene Transguinean Railway enden. Die Eisenbahn soll von den Eisenerzlagerstätten im Südosten und den Bauxitlagerstätten im Norden bis zum Hafen von Matakong führen.
Es wird ein neuer Tiefwasserhafen benötigt, da der Hafen bei Conakry nicht weiter ausgebaut werden kann und da Matakong, trotz des flacheren Wassers, einen besseren Zugang zum Hinterland hat.